# Ян Брейдел (стадион)
«Ян Бре́йдел» (нидерл. Jan Breydelstadion) — многофункциональный стадион в Брюгге, Бельгия. Стадион находится в собственности города, но на нём выступают местные футбольные клубы «Брюгге» и «Серкль Брюгге». Стадион был построен в 1975 году. В настоящее время вместимость стадиона составляет 29 042 мест. До 1999 года и Евро 2000 стадион был известен под названием «Олимпийский стадион» и его вместимость составляла 18 000.